# Мала Лока (Требнє)
Мала Лока (словен. Mala Loka) — поселення в общині Требнє, регіон Південно-Східна Словенія, Словенія.